# Novembre 1973

## Événements
- L'Équateur adhère à l'OPEP[1].

- 4 novembre (Rallye automobile) : arrivée du Rallye Press on Regardless.

- 6 novembre :
  - Déclaration commune des gouvernements de la Communauté économique européenne sur la situation au Proche-Orient qui, à l'initiative du président Pompidou, exprime leur adhésion à la politique française d'ouverture aux demandes des pays arabes[2],[3].
  - Révélations sur la famine en Éthiopie et dans d'autres pays du Sahel.

- 7 novembre : 
  - War Powers Act. Les pouvoirs du président en matière d’envoi de troupes à l’étranger sont limités par le Congrès qui réaffirme son contrôle sur la conduite des affaires extérieures.
  - Le président Nixon annonce le Project Independence, une initiative qui vise à rendre le pays indépendant du pétrole importé d'ici 1980[4].

- 11 novembre : l'Égypte et Israël signent un cessez-le-feu. Accord technique du « kilomètre 101 » entre Israël et l’Égypte sous les auspices de Kissinger. Il permet de ravitailler l’armée égyptienne et des échanges de prisonniers.

- 13 novembre : premier sommet franco-africain à Paris

- 21 novembre (Rallye automobile) : arrivée du Rallye de Grande-Bretagne.

- 25 novembre, Grèce : Yeóryos Papadópoulos est renversé et remplacé par le général Phaedon Gizikis qui se proclame chef de l’État. Loi martiale.
- 27 novembre :

## Crash du Douglas C‑117D (basé sur le DC‑3) – 21 novembre 1973, Sólheimasandur, Islande
- Type d’appareil : Douglas C‑117D (variante du DC‑3)
- Opérateur : US Navy
- Trajet : Hofn → Keflavik (Islande)
- Cause : Formation de givre sévère dans des conditions météorologiques difficiles, obligeant l’équipage à effectuer un atterrissage d’urgence sur une rivière gelée thesun.ie+15en.wikipedia.org+15en.wikipedia.org+15franco.wiki.
- Bilan : Aucun blessé – les 7 membres d’équipage ont survécu 1001crash.com+1fr-academic.com+1.
- Désastre matériel : L’avion a été déclaré irréparable et abandonné sur place .

- 26 - 28 novembre : VIe sommet arabe d’Alger qui réitère les objectifs des États arabes face à Israël : libération totale des terres conquises en 1967, libération de la Jérusalem arabe et refus de toute atteinte à la souveraineté de cette dernière, rétablissement des droits nationaux du peuple palestinien. Il exige la fin du soutien militaire et économique de l’Europe occidentale à Israël et la suppression de l’embargo sur les ventes d’armes aux pays arabes. Il demande aux États-Unis une meilleure considération de la cause arabe. Il réitère la nécessité du soutien des pays de l’Est à la cause arabe et la poursuite des livraisons d’armes. Les États-Unis doivent infléchir leur politique jugée trop favorable à Israël, tout comme l’Europe occidentale et le Japon.

- 28 novembre : reconnaissance par la Ligue arabe de l'OLP comme seul représentant du peuple palestinien.

- 29 novembre, Canada : érection du Diocèse de Rouyn-Noranda au Québec.

## Naissances
- 1er novembre : Aishwarya rai, actrice bollywood et Miss Monde 1994.
- 2 novembre : Marisol Nichols, actrice américaine.
- 3 novembre : Julia Chanel, actrice française.
- 6 novembre : Hasna Ben Slimane, magistrate et femme politique tunisienne.
- 8 novembre : Florence Foresti, humoriste française.
- 9 novembre : Danielle Trussoni, écrivaine américaine.
- 11 novembre : Yannick Barman, artiste suisse
- 13 novembre : Saïda Jawad, actrice française.
- 18 novembre : Jonnie Irwin, présentateur de télévision britannique († 2 février 2024).
- 22 novembre : Chadwick Trujillo, astronome américain.
- 30 novembre : 
  - Christian Cage, catcheur professionnel de la WWE.
  - Vladimir Karanik, médecin et homme politique biélorusse.

## Décès en novembre 1973
- 3 novembre : Marc Allégret, réalisateur, scénariste de cinéma (° 1900).
- 6 novembre : Noël Roquevert, comédien français (° 18 décembre 1894).
- 13 novembre : Bruno Maderna, compositeur et chef d'orchestre italien.
- 18 novembre : Peter Thomas McKeefry, cardinal néo-zélandais, archevêque de Wellington (° 3 juillet 1899).